# 양산시의 보호문화유산
양산시의 보호문화유산은 「문화재보호법」에 의한 지정문화재 또는 등록문화재가 아닌 문화유산 중에서 시장이 특별히 보호할 가치가 있다고 판단하여 제9조의 규정에 따라 지정한 것을 말한다.

## 대상 및 분류
보호문화유산으로 지정할 수 있는 문화유산은 다음 각 호와 같다.
1. 유형유산 : 다음 각 목에서 정하는 것
가. 절터, 고분, 패총, 성터, 가마터, 지석 등의 사적지, 국가에 역사적·문화적으로 큰 영향을 미친 저명한 인물의 삶과 깊은 연관성이 있는 곳 등 특별히 기념이 될 만한 시설물로서 역사적·학술적 가치가 큰 것
나. 건조물, 서적, 고문서, 회화, 조각, 공예품 등 유형의 문화적 소산으로서 역사적·예술적 또는 학술적 가치가 큰 것
2. 무형유산 : 다음 각 목에서 정하는 것
가. 연극, 음악, 무용, 공예 등 무형의 문화적 소산으로서 역사적·예술적 또는 학술적 가치가 큰 것
나. 신화, 전설, 동제, 기우제, 계조직 등 지역문화를 이해하는 데 반드시 필요한 것
3. 자연유산 : 다음 각 목에서 정하는 것
가. 경승지로서 역사적·경관적 가치가 큰 것
나. 동물(그 서식지, 번식지, 도래지를 포함한다), 식물(그 자생지를 포함한다), 광물, 동굴, 지질, 생물학적 생성물 및 특별한 자연현상으로서 역사적·경관적 또는 학술적 가치가 큰 것
보호문화유산으로 지정할 때에는 제1항의 분류에 따라 유형유산, 무형유산, 자연유산으로 나누어 지정번호를 부여한다.

## 참고 문헌
- 양산시 홈페이지 - 고시/공고[깨진 링크(과거 내용 찾기)]